# Seweryn Goszczyński

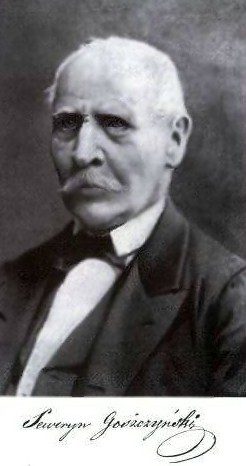
Seweryn Goszczyński.

Seweryn Goszczyński, född den 4 november 1803, död den 25 februari 1876, var en polsk skald.
Goszczyński, som var adelsman, kom 1820, efter skolstudier i sin hembygd, guvernementet Kiev, till Warszawa, där han blev medarbetare i tidskriften Wanda och lärde känna romantiken och Byron. Han var med bland de officerare och studenter, som ledde resningen mot storfurst Konstantin och deltog livligt i krigshändelserna 1831 såväl med svärd som med penna. Efter det olyckliga fälttågets slut begav sig Goszczynski till Galizien, där han bildade ett hemligt sällskap, "De tjugoens förbund", vars syfte var att demokratisera det polska samhället. Då han inte längre kände sig säker på österrikiskt område, flyttade han till Paris, där han umgicks förtroligt inte endast med Adam Mickiewicz och Juliusz Słowacki, utan också med Andrzej Towiański, vars spiritism och mystik hade ett starkt inflytande på Goszczyński. Under Paris belägring 1870-1871 led Goszczynski svår nöd och blev så sjuklig, att han på sina vänners inrådan flyttade till Lemberg, där han avled fyra år efter sitt storartat firade 50-årsjubileum som författare.
Goszczyński tillhör som poet den så kallade ukrainska skaldeskolan (Józef Bohdan Zaleski med flera), som med patriotisk-historisk romantik förenade ett mystiskt filosofiskt natursvärmeri på kristlig-social grund. Hans berömdaste verk är Zamek Kaniowski (Slottet i Kaniow, 1828), en skräckfull, av Scott och Byron något påverkad berättelse på vers i tre sånger, med det historiska stoffet hämtat från 1768 års kosackrevolt och bondeuppror i Human (guvernementet Kiev). Inom denna historiska ram utspelas en tragisk kärlekshistoria, vars personliga motiv av svartsjuka hopflätas med den kosackiska hämndlusten mot de polska herremännen. Den uppskakande dikten, full av antydningar om lillryska (ukrainska) folkseder och vidskepliga föreställningssätt, har haft litterär inverkan både på Sjevtjenkos ukrainska epik och på den tjechiska romantiken.
Goszczyńskis övriga mest betydande dikter är den berättande Anna z Nabrzeza, en idyll i 11 sånger från senare delen av 1600-talet, samt det poetiska fragmentet Sobotka (Pingstfesten, 1833), som innehåller folkliga motiv och vackra stämningsbilder från Karpaterna. Goszczynńskis övriga lyriska dikter består dels av patriotiska strids- och hämndsånger, dels av mystiska grubblerier, en frukt av Towianskis ödesdigra inflytande. Goszczyńskis poetiska stil är något tung, men hans känsla är djup och äkta, hans fantasi mäktig. Han författade dessutom några fantastisk-romantiska berättelser på prosa och översatte till polska Scott och Ossian. Hans samlade skrifter utkom 1852 och 1870. På svenska finns en kortfattad karakteristik av Goszczyński jämte översättning av första sången av "Slottet i Kaniow" av Alfred Jensen (i Polska skalder, I).

## Fotnoter
1. 1 2  Brockhaus Enzyklopädie, Brockhaus Enzyklopädie-ID: goszczynski-seweryn, läst: 9 oktober 2017.[källa från Wikidata]
2. 1 2  Internetowy Polski Słownik Biograficzny, Internetowy Polski Słownik Biograficzny-ID: seweryn-goszczynski-poeta-rewolucjonista-wiesz.[källa från Wikidata]
3. 1 2  Proleksis enciklopedija, Proleksis lexikon ämne: 24034.[källa från Wikidata]
4. ↑  Sejm-Wielki.pl profil-ID: 6.733.51.[källa från Wikidata]
5. ↑  Ljubomyr Krysa, Личаківський некрополь, 2006, s. 101, ISBN 978-966-8955-00-6.[källa från Wikidata]
6. ↑  Charles Dudley Warner (red.), Library of the World's Best Literature, 1897, läs online.[källa från Wikidata]